# Římskokatolická farnost Neznašov
Římskokatolická farnost Neznašov je zaniklým územním společenstvím římských katolíků v rámci vikariátu České Budějovice - venkov českobudějovické diecéze.

## O farnosti

### Historie
V roce 1757 byla v Neznašově zřízena administratura (lokálie), která byla roku 1756 přetvořena v samostatnou farnost. Ke dni 31. 12. 2019 byla farnost Neznašov zřušena a začleněna do římskokatolické farnosti Týn nad Vltavou.
| Fotografie | Kostel                     | Místo      | Bohoslužba             | Bohoslužba                 | Poznámka     |
| ---------- | -------------------------- | ---------- | ---------------------- | -------------------------- | ------------ |
|            | Kostel Nejsvětější Trojice | Neznašov   | sobota                 | 17.00 v zimě, 18.00 v létě | farní kostel |
|            | Kaple                      | Slavětice  | neslouží se pravidelně | neslouží se pravidelně     | obecní kaple |
|            | Kaple                      | Všemyslice | neslouží se pravidelně | neslouží se pravidelně     | obecní kaple |
|            | Kaple                      | Všeteč     | neslouží se pravidelně | neslouží se pravidelně     | obecní kaple |